# PixelExperience
PixelExperience（簡稱PE）是一个基于AOSP的第三方ROM，其中包含Google应用程序和所有Pixel特有的应用程序（如：Pixel Launcher 等）。該項目于2017年正式啟動，源代码位于GitHub上。2024年4月11日，Pixel Experience主要开发者Jose Henrique宣布项目停止开发。